# Markwartinger
Die Markwartinger (auch: Marquard, tschechisch z Markvartic, Plural Markvartici bzw. Markvarticové) waren ein böhmisches Adelsgeschlecht, das zur Zeit der Přemysliden im 12. bis 14. Jahrhundert herrschte.
Aus diesem Geschlecht gingen folgende Adelsgeschlechter hervor:
- von Lämberg
- von Michalowitz (auch Michelsberg)
- von Velešín
- von Waldstein
- von Wartenberg.